# Wilhelm Steifensand
Wilhelm Jakob Gottlieb Steifensand (* 17. September 1812 in Kaster bei Bedburg; † 27. November 1882 in Schwuchow/Hinterpommern) war ein deutscher Pianist und Komponist, der in Düsseldorf und Berlin wirkte sowie als Landwirt in der preußischen Provinz Pommern.

## Leben

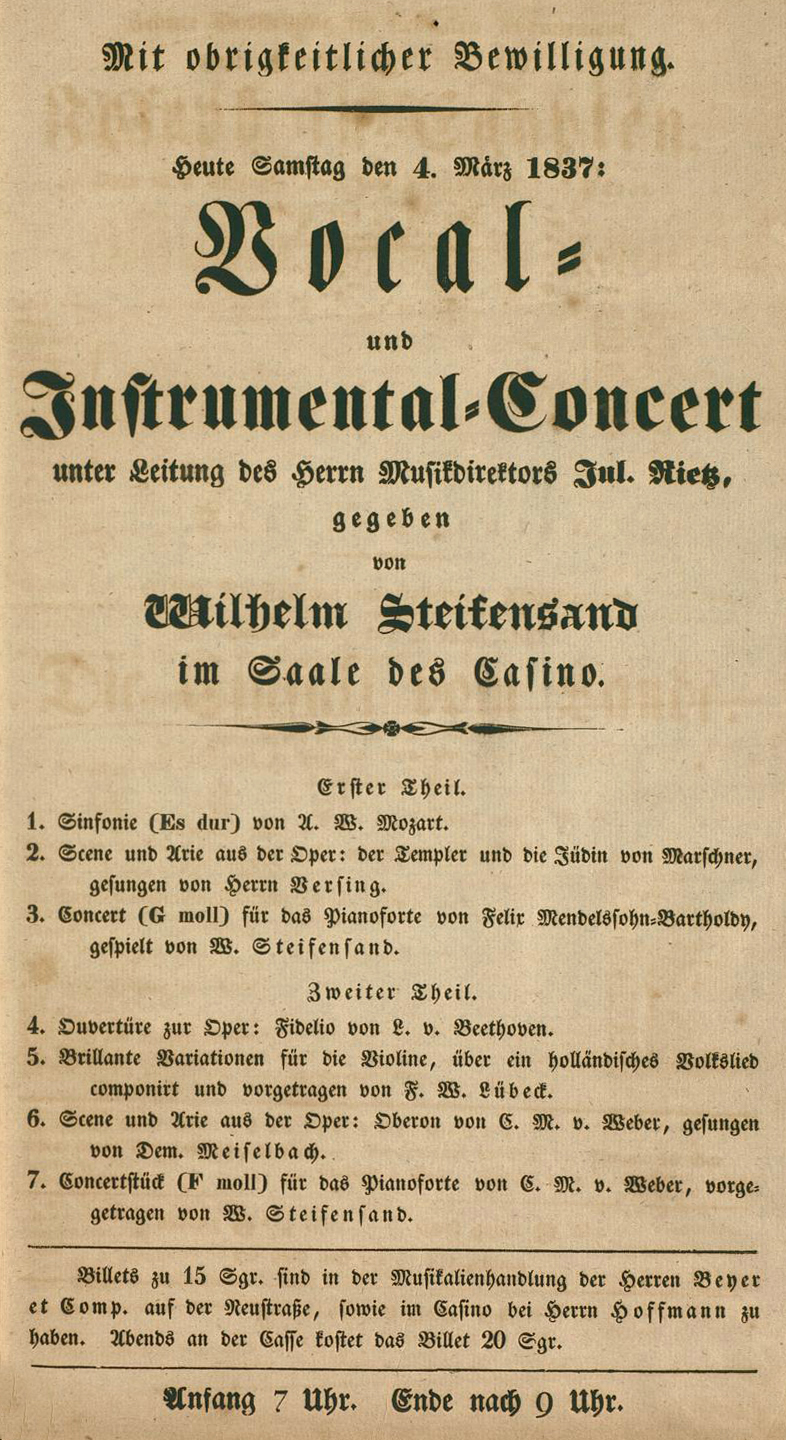
Vocal- und Instrumental-Concert, Wilhelm Steifensand 4. März 1837

Wilhelm Steifensand war eines von acht Kindern des Steuereinnehmers Heinrich Joseph Steifensand (1745–1840), geboren in Mainz, und der Amalia Derscheid (1778–1828) aus Ober-Ingelheim, welche sich im Jahre 1803, zum Ende der Franzosenzeit, in Kaster angesiedelt hatten.
Seinem älteren Bruder Xaver Steifensand, Schüler der Kupferstecherklasse der Düsseldorfer Malerschule, folgte er im Jahre 1832 nach Düsseldorf und wurde dort Schüler von Norbert Burgmüller, der ihn im Klavierspiel und in der Komposition unterrichtet. Burgmüller widmete Steifensand seine Rhapsodie h-Moll op. 13 widmete. Später nahm er auch Unterricht bei Felix Mendelssohn Bartholdy.
Anfang Januar 1835 erlebten Steifensands Fünf vierstimmige Männerchöre ihre Erstaufführung im Beckerschen Gartensaal mit Mendelssohn als Dirigent, mit Wiederholung Ende Januar unter seiner und Friedrich Wilhelm Lübecks Leitung im Casinogebäude des F. Hoffmann, welches sich auf der Flinger Straße befand. Zu seinem engeren Freundeskreis gehörten Wolfgang Müller von Königswinter und Alfred Rethel, mit welchen er einige Deutschland-Reisen machte, sowie der Maler Johann Wilhelm Schirmer, welcher Cello spielte, der Geiger Willem Lübeck (1811–1850), Bruder des Konzertmeisters aus Haag, und Felix Mendelssohn, aber insbesondere Norbert Burgmüller, dessen Widmungsträger er für das Werk „Rhapsodie h-moll op. 13“ war. Nachdem Burgmüller am 7. Mai 1836 in Aachen gestorben war, erwies Steifensand dem Freund einen letzten Dienst, indem er dessen Leiche nach Düsseldorf überführte, wo Burgmüller auf dem Golzheimer Friedhof unter großer Anteilnahme der Bevölkerung begraben wurde. Am 22. April 1837 fand in Düsseldorf unter der Leitung von Julius Rietz ein Burgmüller-Gedenkkonzert statt, in dem Steifensand dessen Klavierkonzert fis-Moll op. 1 spielte und die Uraufführung mehrerer seiner Lieder am Klavier begleitete. Im Jahre 1840 spielte Robena Anne Laidlaw in Breslau unter anderen Etüden von Steifensand.
Steifensand wurde 1841 in der „Zeitschrift für Musik“ wie folgend beschrieben: „[…] der Pianist Wilhelm Steifensand, ein Schüler Mendelssohn’s, der sich um die musikalischen Zustände Düsseldorf’s, sowohl als Lehrer, wie als Spieler in den öffentlichen Konzerten eines großes Verdienst erworben hat. Seine Fertigkeit auf dem Claviere ist in der That eminent; dabei hat er den Vorzug, daß er sich meistentheils auf das Studium klassischer Werke legt. […] Einige Compositionen für das Pianoforte haben dargethan, daß er auch Beruf zu dieser Sphäre künstlerischer Tätigkeit hat. In einer von ihm gebildeten und dirigierten Liedertafel hat man viele von ihm gesetzte vierstimmige Lieder mit großem Enthusiasmus aufgenommen.“
Im Jahre 1844 übersiedelte er nach Berlin, wo er erfolgreiche Soiréen und Matineen für Kammermusik, auch in seinem Salon, abhielt und vorwiegend Klavierstücke und Lieder – in gediegenem und nicht unoriginellem Stil – publizierte. Trio-Abende fanden mit dem Violinisten Adolf Stahlknecht (1813–1887) und dessen Bruder dem Cellisten Julius Stahlknecht (1817–1892) statt, darunter das Soirée für Kammermusik mit seiner Sonate für Pianoforte und Violoncell im Dezember 1848 im Hôtel de Russie (Russischer Hof) in der Georgenstraße. Zu dieser Zeit wohnte Steifensand in der Französischen Straße Nr. 25.
Im August 1850 heiratete Steifensand Dorothea Seyffert, Tochter der Henriette Seyffert und Enkelin des Friedrich Wilhelm Arnold aus Vessin, welcher 1827 und 1846 Bürgermeister der Stadt Stolp gewesen war. Um 1853 war Steifensand in der Behrenstraße Nr. 53 als Musiklehrer eingetragen. Zu seinen Schülern gehörte unter anderen der Pianist Adolf Ries (1837–1899).
Wilhelm entsagte seinem Beruf als Musiker und Komponist in Berlin, um sich 1856 als Landwirt auf das Gut seiner Frau Dorothea in Schwuchow bei Stolp, Pommern niederzulassen. Dort bewirtschaftete er das Vorwerk Seddin.

## Nachkommen
Der Sohn Georg Steifensand übernahm 1875 das ehemalige Rittergut Schwuchow von seiner Großmutter und 1883 Seddin von seiner Mutter und kaufte 1909, nun Rittmeister a. D., die Kossäten Wittbeck und Wittstock hinzu. Der Sohn Richard Steifensand wurde Verwaltungsjurist und Polizeipräsident in Berlin-Charlottenburg. Die Tochter Margarete Steifensand (* 1862) heiratete im September 1880 Maximilian Hermann von Zitzewitz (1849–1913) aus Dumröse, Herr auf Gut Kussow.

## Werke (Auswahl)
- Sonate für Pianoforte und Violoncell[18]
- Sonate (C-dur) für Pianoforte und Violoncelle. op. 15, Leipzig, 1857[19]
- Sonate No. 2 op. 13[20]
- Du bist wie eine Blume, op. 4 (Fünf Lieder) no. 1 (Text: Heinrich Heine)
- Ich hab’ im Traum geweinet, op. 4 (Fünf Lieder) no. 3 (Text: Heinrich Heine)
- Im wunderschönen Monat Mai (Text: Heinrich Heine)
- Loreley: Ballade, op. 9 (Text: Heinrich Heine)